# Himmelsfürst Fundgrube
Das Silberbergwerk Himmelsfürst Fundgrube bei Brand-Erbisdorf im Erzgebirge war im 19. Jahrhundert gemeinsam mit der Himmelfahrt Fundgrube das ertragreichste und bekannteste sächsische Erzbergwerk. Die Grube war für ihre Vorkommen von gediegenem Silber bekannt. Allein der Anbruch vom 12. August 1749 erbrachte 68 kg des Edelmetalls. Von 1596 bis 1885 erbrachte Himmelsfürst nahezu ununterbrochen Ausbeute. Insgesamt wurden 650 t Silber gefördert.
Die Himmelsfürst Fundgrube und die gleichnamige Siedlung Himmelsfürst befinden sich in der südlichen Flur von St. Michaelis, welches seit dem 1. Oktober 1993 ein Stadtteil von Brand-Erbisdorf im sächsischen Landkreis Mittelsachsen ist.

## Geschichte

### 1596 bis 1913
Die Grube Himmelsfürst im Südwesten des Freiberger Reviers, westlich der Stadt Brand-Erbisdorf wurde 1596 erstmals genannt. Der Betrieb von Himmelsfürst gestaltete sich anfangs bescheiden. Erst 1624–1627 konnte erstmals Silber ausgebracht und Ausbeute an die Gewerke gezahlt werden. Im Dreißigjährigen Krieg kam der Abbau teilweise zum Erliegen, doch schon ab 1638 setzte wieder ein stetiger Abbau ein. Ab 1667 begann eine erste Blütezeit der Grube und in den folgenden Jahren konnte recht stetig ein Überschuss erwirtschaftet werden. Mehrere neue Grubenfelder mit ertragreichen Erzgängen gelangten zu Himmelsfürst.
1724 wurde ein erstes Kunstgezeug für den Tiefbau installiert und ab 1740 begann man Tiefbau unter dem Niveau des Thelersberger Stolln zu betreiben, der den Grubenbereich schon seit Anfang des 17. Jahrhunderts entwässerte. Die Tiefbaubereiche erwiesen sich als äußerst ertragreich. 1749 wurde in dem zur Grube gehörenden Kunstschacht auf dem Erzgang Teich Flacher eine Erzstufe aus 68 Kilogramm gediegenem Silber im Wert von 2.500 Talern gefunden. Ein Jahr später konnte sogar eine Silberstufe von 141 Kilogramm und einem Wert von über 4.800 Talern geborgen werden. Diese Funde legten die Grundlage für den Ruf von Himmelsfürst als reichste sächsische Silbergrube. Die folgenden Jahrzehnte waren durch stetige Erweiterungen und Modernisierungen der über- und untertägigen Grubenanlagen geprägt. In den 1790er Jahren umfasste Himmelsfürst vier größere Förderschächte und eine Belegschaft von ca. 500–600 Mann.
Die Expansion des Grubenfeldes wurde auch Anfang des 19. Jahrhunderts fortgeführt und neue Schachtanlagen wie der Reicheltschacht (1816) und der Albertschacht (1824) wurden abgeteuft. Um die Entwässerung der Tiefbaubereiche zu verbessern, wurden der Neue Segen Gottes Solln und der Moritz Stolln in die Grubenfelder vorangetrieben. Beide Stollen lagen deutlich unterhalb des Niveaus des Thelersberger Stollns, was die Wasserhaltung der Tiefbaubereiche vereinfachte. In den 1840er Jahren erforderten die erreichten Abbautiefen den Ersatz der wassergetriebenen Förderanlagen in den Schachtanlagen durch Dampfmaschinen. Die erste Dampfmaschine wurde 1847 im Lade-des-Bundes-Schacht installiert.
1854 kaufte Himmelsfürst das benachbart gelegene Grubengelände von Gelobt Land auf, die seit dem 18. Jahrhundert eine der wichtigsten Ausbeutegruben im Brander Revier war. Die Belegschaft der Grube wuchs auf ca. 1.500 Mann an. In den Jahren 1857–1859 gelangen erneut reiche Silbererzanbrüche im Wert von etwa 230.000 Talern. Modernisierungen und Erweiterungen hielten u. a. mit dem Bau eines neuen Huthauses (1858), dem Abteufen des Glückaufschachts als neuen Hauptschacht (ab 1859) und dem Bau einer neuen Erzwäsche mit Walz- und Trockenpochwerk (1861/62) an. In den 1880er Jahren erreichte das Grubenfeld von Himmelsfürst durch weitere Zukäufe seine größte Ausdehnung von etwa 12 km2, die Belegschaft wuchs bis 1886 auf knapp 1.800 Mann. 1882 erreichte der Rothschönberger Stolln in einer Teufe von etwa 250 Metern das Grubenfeld, was die Entwässerung der Tiefbaubereiche nochmals deutlich verbesserte. Die größte Teufe erreichte die Grube auf einer Gezeugstrecke des Glückaufschachts mit 662 Metern.
Infolge der 1870 erfolgten Einführung der Goldwährung und des daraus resultierenden Verfalls des Silberpreises verschlechterte sich die wirtschaftliche Situation der sächsischen Silbergruben rapide. Um der Stilllegung der Gruben und der Entlassung von mehreren tausend Bergleuten entgegenzuwirken, kaufte der Staat 1886 die wichtigsten Bergwerke, um den Betrieb nach ihrer technischen Modernisierung fortzuführen. Auch Himmelsfürst gehörte zu den verstaatlichten Gruben. Weiter durchgeführte Modernisierungsmaßnahmen wie auch der 1890 erfolgte Anschluss an die Bahnstrecke Brand-Erbisdorf–Langenau konnten den Niedergang jedoch nicht aufhalten, da sich die Silberpreise nicht nachhaltig erholten. Nachdem der sächsische Landtag 1900 die schrittweise Stilllegung des sächsischen Silberbergbaus beschlossen hatte, wurde der Bergbaubetrieb auf Himmelsfürst 1913 eingestellt.

### 1946 bis 1969
Nach dem Zweiten Weltkrieg führte die Wismut AG wie in allen erzgebirgischen Bergwerken in der Grube Himmelsfürst Erkundungsarbeiten auf Uranerz durch, jedoch ohne Ergebnis. Danach wurde sie an den VEB Bergbau- und Hüttenkombinat „Albert Funk“ in Freiberg übergeben, der die Förderung von Bleizinkerzen aufnahm, die man zunächst mit Lkw in die zentrale Aufbereitung am Davidschacht transportierte. Später wurde Himmelsfürst durch einen Förderquerschlag mit dem Davidschacht verbunden. Die Grube wurde fortlaufend weiter modernisiert, u. a. erhielt der Glückaufschacht ein neues Fördergerüst und eine elektrisch angetriebene Koepemaschine.

## Erhaltene Einrichtungen

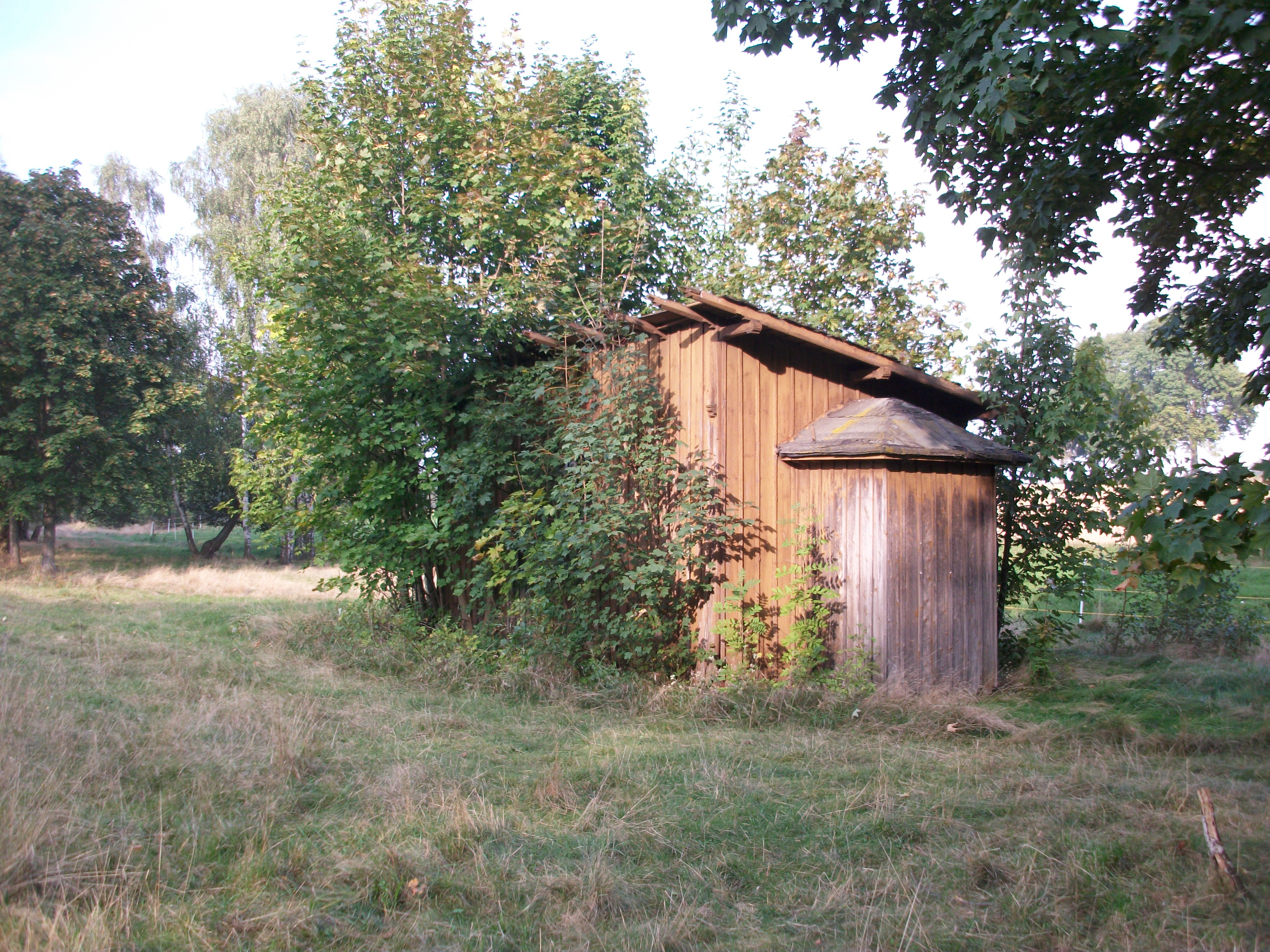
Haltepunkt Himmelsfürst, Wartehalle (2016)

- Wassergöpelhaus vom Dorothea Treibeschacht von 1781.
- Huthaus Vestesburg
- Altes Huthaus
- Himmelsfürst Fundgrube neues Huthaus von 1858.
- Bethaus
- mittlere Wäsche
- Pulverhaus am Alten Huthaus
- Dampfpochwerk (nur Gebäude)
- Haltepunkt Himmelsfürst der Bahnstrecke Brand-Erbisdorf–Langenau
- Huthaus Hoffnung Gottes Fundgrube
- Halde Himmelsfürst
- Frankenschachter Treibehaus

## Himmelsfürst Fundgrube als Typlokalität
Die Himmelsfürst Fundgrube war nicht nur eine reichhaltige Erzlagerstätte, sondern auch allgemein ein bekannter Fundort für viele und teilweise seltene Minerale. Sie gilt zudem als Typlokalität (erster Fundort) für die Silberminerale Freieslebenit (1783, 1817), Xanthokon (1797) und Argyrodit (1886) sowie für das Molybdänsulfid Jordisit (1909). Argyrodit ist auch die erste chemische Verbindung, in der Clemens Winkler das Element Germanium entdeckte.
Insgesamt fand man in der Himmelsfürst Fundgrube bisher (Stand 2015) über 90 Minerale und Varietäten wie unter anderem die weiteren Silberminerale Akanthit und Chlorargyrit, die Bleiminerale Galenit und Cerussit, die Zinkminerale Sphalerit und Wurtzit sowie die Schmucksteine Malachit, Opal und Rhodochrosit.

(→ siehe auch: Freiberger Gangerzlagerstätte)